# Transvaaliana draconis
Transvaaliana draconis is een rechtvleugelig insect uit de familie Pamphagidae. De wetenschappelijke naam van deze soort is voor het eerst geldig gepubliceerd in 1962 door Brown.